# Esporo
Em biologia, chamam-se esporos as unidades de reprodução das plantas, algas e os fungos. São também denominados esporos as formas latentes de muitos animais ou seus embriões, de protistas e de bactérias.
Um esporo é basicamente uma célula envolvida por uma parede celular que a protege até as condições ambientais se mostrarem favoráveis à sua germinação. A parede celular dos esporos das plantas vasculares, constituída por esporopolenina, o mesmo lipídeo da parede celular dos grãos de pólen, é uma das estruturas mais resistentes de todos os seres vivos, permanecendo inalterada por milhões de anos, mesmo após a morte do conteúdo celular.
O termo esporo é geralmente utilizado para designar as unidades de dispersão das plantas formadas por via assexual, como os que se formam por meiose nos esporângios das samambaias e outros fetos, nos musgos ou nos fungos. Nestas "plantas", os esporos são geralmente dispersos pelo vento ou por animais e germinam dando origem a novas plantas que podem reproduzir-se sexualmente - os gametófitos (ver Estratégias de reprodução). Sua função é de realizar a fecundação das plantas, tanto as briófitas quanto as pteridófitas.

## Etimologia
Esporo é derivado da palavra do grego antigo σπορά spora, que significa "semente", "semeadura", relacionado a σπόρος sporos, "semeando", e σπείρειν speirein, "semear".

## Esporos das plantas vasculares
Nas espermatófitas, as plantas que produzem sementes - que são as verdadeiras unidades de dispersão e se formam por via sexual - os esporos têm uma vida efêmera e tomam designações diferentes de acordo com o sexo do gâmeta a que irão dar origem:
- o esporo feminino denomina-se megásporo e corresponde ao óvulo;
- o masculino denomina-se micrósporo e corresponde ao grão de pólen.

Uma importante diferença entre esporos e sementes como unidades de dispersão é que os esporos não contêm reservas nutritivas e portanto exigem condições ambientais mais favoráveis que as sementes para a germinação. Por outro lado, os esporos são mais resistentes que as sementes e são geralmente produzidos em grande número - uma estratégia semelhante à dos animais que produzem grande número de ovos.
As plantas podem ser homospóricas, se produzem esporos semelhantes, que darão origem a gametófitos monóicos ou dióicos, dependendo da espécie; ou heterospóricas se produzem esporos diferentes - o maior funcionando como esporo "feminino" e o menor, como "masculino".
Uma vez que os esporos das plantas se formam por meiose, são sempre produzidos quatro esporos a partir da célula-mãe. Com a formação da parede celular, eles ficam com marcas que determinam a forma como se desenvolveram dentro do esporângio e que são importantes para a sua identificação:
- Os esporos monoléticos possuem apenas uma cicatriz, indicando que a célula mãe se dividiu segundo um eixo vertical.
- Os esporos triléticos apresentam cicatrizes na forma de uma pirâmide triangular, indicando que as células-filhas se formaram ao mesmo tempo a partir da célula-pai.

## Esporos dos fungos
Os esporos do bolor do pão formam-se em esporângios. Segundo o observado os esporângios são bolsas, normalmente redondas, que armazenam esporos e são constituídos por uma membrana de natureza quitinosa que os protege e apenas os liberta quando estes estão maduros ou quando é esmagada. Os esporângios estão “suspensos” em hifas verticais, que são estruturas cilíndricas de comprimento variado, chamadas esporangióforos.

## Tipos de esporos
- Aplanósporo: esporo transportado pelo vento.
- Zoósporo: esporos flagelados, encontrados em fungos aquáticos.
- Conidiósporo: esporo muito pequeno, como partículas de poeira. Produzidos em esporângios de ascomicetes.
- Basidiósporo: esporo formado em basídios (dos Basidiomicetes, em grupos de 4 esporos).
- Ascósporo: esporo formado em ascos, em grupos de 4 ou 8 esporos.
- Meiósporo: esporo produzida pela meiose em plantas.

## Esporulação
A esporulação é um processo demorado que pode levar até três dias, no entanto a maior parte das células formam a própria estrutura do corpo de fruticação, um empreendimento cooperativo mas mortal: cerca de três quartos das células participantes morrem durante o processo, provavelmente para fornecer nutrientes às outras células.